# Deutsche Marine
La Deutsche Marine és la Marina de guerra d'Alemanya, continuadora des de la reunificació alemanya el 1990 de l'antiga Bundesmarine, l'Armada de la República Federal Alemanya (RFA) en alemany: (Bundesrepublik Deutschland).

## Kaiserliche Marine

Bandera de proa de la Kaiserliche Marine, 1903–1919.

Bandera de combat de la Kaiserliche Marine, 1903–1919.

La Kaiserliche Marine (en alemany «Marina Imperial») fou la marina de guerra alemanya creada amb la formació de l'Imperi Alemany el 1871. Existí entre 1871 i 1919 i es formà inicialment a partir dels efectius de la marina de guerra prussiana i de la Norddeutsche Bundesmarine (la flota de la Confederació Alemanya del Nord). El kàiser Guillem II l'amplià considerablement, durant la carrera armamentística que precedí la I Guerra Mundial. La flota fou destruïda gairebé totalment pels seus propis oficials i mariners a l'estuari de Scapa Flow el 1919, on havia estat internada després de l'armistici de l'11 de novembre de 1918. Els vaixells de la Kaiserliche Marine rebien el prefix SMS, Seiner Majestät Schiff («vaixell de Sa Majestat»).
La Kaiserliche Marine aconseguí importants avenços operacionals en diferents aspectes de la guerra naval, així com èxits considerables per a una marina relativament jove. Infligí la primera derrota naval important a la Royal Navy en més de 100 anys, a la batalla de Coronel, i aconseguí una victòria tàctica en l'únic gran enfrontament entre ambdues flotes, a la batalla de Jutlàndia. Fou la primera marina a utilitzar submarins a gran escala, de forma sistemàtica i amb èxit (en total n'arribà a disposar de 375).

### Vaixells de guerra de la Kaiserliche Marine
- SMS Scharnhorst
- SMS Emden
- SMS Königsberg

## Reichsmarine

Pavelló naval de la Reichsmarine.

La Reichsmarine va ser el nom que va prendre l'armada alemanya durant la República de Weimar i els dos primers anys de l'Alemanya nazi. Era la branca naval de la Reichswehr (Defensa del Reich). Va existir entre 1918 i 1935, quan va ser reemplaçada durant el règim nazi per la Kriegsmarine.

## Kriegsmarine

Pavelló de la Kriegsmarine

La Kriegsmarine (o "Marina de Guerra") fou el nom de la marina alemanya entre 1935 i 1945, durant el règim del Tercer Reich, substituint la Reichsmarine. Els principals vaixells de guerra disponibles de la Kriegsmarine eren els submarins U-Boot, tres cuirassats de butxaca, dos cuirassats (Bismarck i Tirpitz), dos creuers (Scharnhorst i Gneisenau), tres creuers pesants, sis creuers lleugers, i diversos tipus de vaixells petits com destructors, torpediners, minadors, dragamines, canoners i S-boot. Dos antics cuirassats de la Primera Guerra Mundial eren usats principalment com a vaixells d'entrenament. La construcció d'un portaavions, el Graf Zeppelin, havia de començar el 1936, però mai va acabar de completar-se. Tot i que estava planejat un major rearmament de la marina de guerra (Pla Z), i inicialment començat, l'esclat de la guerra el 1939 va suposar que la immensa quantitat de recursos requerits per al projecte fos desviada a altres àrees. Hitler va fer més cas de l'opinió de Göring a l'hora de triar si vessar els seus esforços bèl·lics en vaixells o en avions.
La funció de la Kriegsmarine era simple: enfonsar transports, grans unitats, etc. aliades. Per dur a terme tal tasca, es van utilitzar centenars de submarins U-Boot, molt innovadors per l'època, que van enfonsar milers de Tn de vaixells aliats; i també es van utilitzar vaixells corsaris, que camuflaven entre la flota alglesa i la destruïen des de dintre.
Les principals accions en què la marina es va veure en acció, després dels bombardejos d'Almeria, València i Eivissa el 1937, van ser la invasió de Noruega l'abril de 1940 (on va patir grans pèrdues), la Batalla de l'Atlàntic i la batalla del Riu de la Plata. Alguns altres enfrontaments menors inclouen els enfonsaments dels següents vaixells: HMS Royal Oak, HMS Glorious, Bismarck, HMS Hood, Scharnhorst i Cap Arcona. La majoria de la flota de superfície va ser ancorada, per por de perdre-la en acció. Des de finals de 1944 fins a la fi de la guerra, però va tornar a ser activada per donar suport artiller per a les forces de terra que es retiraven al llarg de les costes de la mar Bàltica i per evacuar refugiats, ferits i soldats cap a les parts occidentals d'Alemanya.
Després de la guerra, els pocs vaixells que quedaven a flota de la Kriegsmarine van ser dividits entre els guanyadors. Alguns (com l'inacabat Grafft Zeppelin) van ser usats com a blancs per a pràctiques d'artilleria mentre que altres (la majoria destructors) van ser posats en servei en les marines de França i la Unió Soviètica que els mancaven vaixells de superfície després de la guerra. El 1956, amb la incorporació de l'Alemanya Federal a l'OTAN, es va establir una nova marina de guerra i se la coneixia com a Marina Federal (Bundesmarine). Amb la reunificació d'Alemanya el 1990, es va decidir d'anomenar-la Marina Alemanya (Deutsche Marine).

### Divisió de postguerra
Després de la guerra, la flota de superfície alemanya que encara surava (únicament quedaven operatius els creuers Prinz Eugen i Nürnberg i una dotzena de destructors) van ser repartits entre els vencedors. Els Estats Units van fer servir el Prinz Eugen als experiments atòmics de Bikini el 1946 com a vaixell objectiu. Alguns (com l'inacabat portaavions Graf Zeppelin) van emprar-se com a objectius per a pràctiques amb armament convencional, mentre que d'altres (principalment els destructors i les llanxes torpedineres) van ser posats en servei a les diverses marines aliades que anaven mancades de vaixells de superfície després de la guerra. Les marines britànica, francesa i soviètica reberen els destructors, i algunes torpedineres van ser per les marines danesa i noruega. Per a la neteja de les zones minades, la Royal Navy usà dragamines i tripulacions alemanyes entre juny de 1945 i gener de 1948, organitzats a l'Administració de Neteja de Mines Alemanya (German Mine Sweeping Administration - GMSA), formada per 27.000 antics membres de la Kriegsmarine i uns 300 vaixells.
Els destructors i el creuer Nürnberg (rebatejat Admiral Makarov) van ser retirats a finals de la dècada de 1950, però 5 destructors d'escorta van ser retornats pels francesos a la nova marina de l'Alemanya Occidental durant la dècada de 1950, i 3 submarins tipus XXI i XXIII enfonsats van ser reflotats per l'Alemanya Occidental i integrats a la seva nova marina. El 1956, amb l'ingrés de l'Alemanya Occidental a l'OTAN, es creà oficialment la nova marina, batejada com a Bundesmarine (Marina Federal). Alguns comandants de la Kriegsmarine, com Erich Topp i Otto Kretschmer, serviren a la nova Bundesmarine. A l'Alemanya Oriental, la Volksmarine (Marina del Poble) va ser creada poc després de la guerra, amb la reunificació alemanya el 1990, es decidí que s'usaria el nom Deutsche Marine (Marina Alemanya).

### Flota de la Kriegsmarine
Quan esclatà la II Guerra Mundial, la major part de les naus de la Kriegsmarine eren vaixells moderns: ràpids, ben armats i ben blindats. Això s'havia assolit gràcies al camuflatge, però també en burlar-se deliberadament dels termes de pau de la I Guerra Mundial i dels diversos tractats navals. Però malgrat això, quan la guerra començà la Kriegsmarine encara patia un gran desavantatge en termes de mida amb els que s'esperava que serien els seus principals adversaris (les marines francesa i britànica. Tot i que el gran rearmament de la marina (el Pla Z) estava planejat i als seus inicis, l'esclat del conflicte el 1939 comportà que grans quantitats de material requerits pel projecte van ser destinats a altres àrees. La disparitat de mida comparades amb altres marines europees comportà que el comandant en cap de la Kriegsmarine, el Großadmiral Erich Raeder, escrigués sobre la seva pròpia arma en començar la guerra "La flota de superfície no pot fer més que mostrar que sap com morir amb valentia." Diversos vaixells capturats dels països ocupats van ser afegits a la flota alemanya a mesura que la guerra progressava.

### Portaavions
El 1936 s'inicià la construcció del Graf Zeppelin, amb un vaixell germà sense nom començat el 1938, però no es completaren. El 1942 es començà la conversió a portaavions auxiliars a partir de 3 vaixells de passatgers i dos creuers inacabats (el creuer lleuger francès De Grasse i el Seydlitz; però el 1943 les tasques de conversió s'aturaren per la mancança de materials i la situació militar cada cop més deteriorada.
Tota l'enginyeria relativa als portaavions com catapultes, frens, etc., van ser provades i desenvolupades a Erprobungsstelle See Travemünde (Planta Experimental de Travemünde), inclosos els avions Fieseler Fi 167, un biplà torpediner i bombarder de reconeixement; així com versions modificades del caça Messerschmitt Bf 109 i del bombarder en picat Junkers Ju 87. Amb la cancel·lació de la construcció de portaavions també es cancel·laren les comandes pels Fieseler Fi 167.

### Cuirassats

Vista radial del Bismarck.

La Kriegsmarine completà quatre cuirassats. La primera parella eren els classe Scharnhorst (el Scharnhorst i el Gneisenau), dotats de canons d'onze polzades i que van participar en la invasió de Noruega de 1940. Posteriorment, van dedicar-se a atacar les rutes comercials fins que el Gneisenau va quedar molt malmès el 1942 després d'un atac aeri britànic i el Scharnhorst va ser enfonsat a la batalla del Cap Nord a finals de 1943.
La segona parella de cuirassats van ser els de la classe Bismarck (el Bismarck i el Tirpitz), dotats de canons de quinze polzades. El Bismarck va ser enfonsat quan eixia per primera vegada a l'Atlàntic el 1941 (operació Rheinübung), mentre que el Tirpitz va passar la major part de la guerra en ports noruecs, lligant les forces navals aliades davant l'amenaça potencial que representava, i sotmès a diversos atacs aeris i submarins britànics.
Es va planejar la construcció de més cuirassats (la classe H); però al setembre de 19399 s'abandonà la construcció.

### Cuirassats de butxaca (Panzerschiffe)
Els "cuirassats de butxaca" van ser el Deutschland (posteriorment rebatejat Lützow), el Admiral Scheer i l'Admiral Graf Spee. Alguns els han classificat com a "creuers pessats", i la mateixa Kriegsmarine els qualificava com a (Schwere Kreuzer). Els alemanys els construïren i qualificaren com a "vaixells cuirassats" (Panzerschiffe) ("cuirassat de butxaca" és una etiqueta anglesa).
El Graf Spee va ser dinamitat per la seva pròpia tripulació a la batalla del Riu de la Plata al desembre de 1939. L'Admiral Scheer va ser bombardejat el 9 d'abril de 1945 al port de Kiel, quedant molt malmès sense reparació. Després de la guerra aquella part del port va omplir-se de runa i el casc del vaixell va quedar enterrat. El Lützow va ser bombardejat el 16 d'abril de 1945 al Bàltic davant Schwinemünde, a l'oest de Stettin, i enfonsat. Davant l'avanç soviètic per l'Oder, el vaixell va ser destruït per tal que els soviètics no poguessin capturar res de servei. Les restes van ser desmantellades entre 1948 i 1949.

### Cuirassats pre-dreadnought
Els cuirassats pre-dreadnought de l'època de la I Guerra Mundial Schlesien i Schleswig-Holstein s'utilitzaven principalment com a naus d'entrenament, encara que també participaren en diverses operacions militars. El Hannover va ser decomissat el 1931 i retirat del registre naval el 1936. Es van fer plans per convertir-lo en un vaixell objectiu a ràdio-control per l'aviació, cancel·lant-se amb l'esclat de la guerra.

### Creuers de batalla
El 1939 s'encarregaren tres creuers de batalla classe O, però amb l'esclat de la guerra aquell mateix any no hi va haver recursos per construir-los.

### Creuers pesats

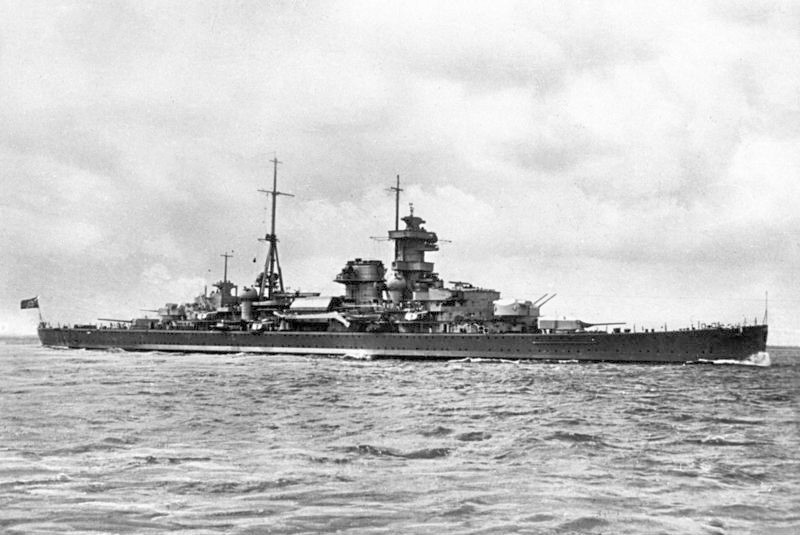
L'Admiral Hipper.

Se'n van construir tres: l'Admiral Hipper, el Blücher i el Prinz Eugen. Dos més mai no es van completar: el Seydlitz i el Lützow.

### Creuers lleugers
El terme "creuer lleuger· és l'abreviatura de la frase "creuer cuirassat lleuger". Els creuers lleugers van definir-se al Tractat Naval de Washington pel calibre dels seus canons. Es descriu com un vaixell petit armat igual que un creuer cuirassat; en altres termes, igual que els creuers ordinaris, els creuers lleugers tenien una cuirassa i un pont cuirassat. La Kriegsmarine tenia els següents:
- Emden
- Königsberg
- Karlsruhe
- Köln
- Leipzig
- Nürnberg

Mai no completà 3 creuer de classe M. El 1940 capturà els KH-1 i KH-2 als Països Baixos. La construcció continuà però mai no va finir. A més, el Niobe de l'antiga Kaiserliche Marine va ser capturat pels alemanys l'11 de setembre de 1943 després de la capitulació italiana, estant en servei de la Kriegsmarine un breu temps abans de ser destruït pels MTB britànics.

### Creuers auxiliars
Durant el transcurs de la guerra, alguns vaixells mercants van ser convertits en "creuers auxiliars" i 9 d'ells van ser destinats a corsaris de comerç, navegant sota bandera falsa per evitar ser detectats i operant en tots els oceans (en particular a l'Índic i al Pacífic) amb un efecte considerable. La designació alemanya era 'Handelstörkreuzer', assignant-se la sèrie HSK. A més, cadascun tenia una etiqueta administrativa més habitualment usada, per exemple Schiff 16 = Atlantis, Schiff 41 = Kormoran, etc. Els creuers auxiliars van ser:
- Orion (HSK-1, Schiff 36)
- Atlantis (HSK-2, Schiff 16)
- Widder (HSK-3, Schiff 21)
- Thor (HSK-4, Schiff 10)
- Pinguin (HSK-5, Schiff 33)
- Stier (HSK-6, Schiff 23)
- Komet (HSK-7, Schiff 45)
- Kormoran (HSK-8, Schiff 41)
- Michel (HSK-9, Schiff 28)
- Coronel (codi HSK no assignat, Schiff 14, no va participar en operacions de cors.)
- Hansa (codi HSK no assignat, Schiff 5, no va participar en operacions de cors, usat com a nau d'entrenament)[7]

### Destructors
Tot i que la flota de destructors (Zerstörer) era moderna i els vaixells eren majors que els destructors convencionals d'altres marines, aquests tenien problemes. Els primers tipus eren inestables, especialment amb mal temps; patien problemes de motor i no tenien un gran radi d'operacions. Alguns d'aquests problemes van solucionar-se amb els dissenys posteriors, però les posteriors millores van retallar-se amb el transcurs de la guerra. Durant el primer any de la II Guerra Mundial, van ser emprats per sembrar camps de mines davant les costes britàniques.

### Transports de tropes
Cap Arcona, Goya, Steuben, Wilhelm Gustloff.

### Submarins (U-boot)

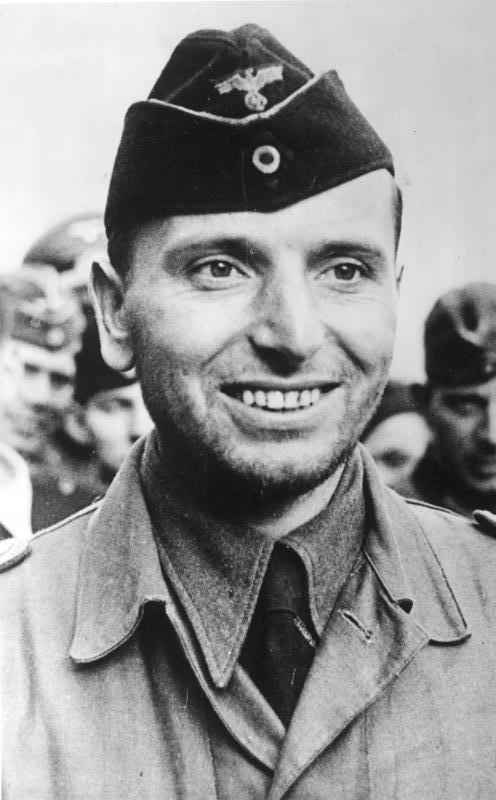
El Fregattenkapitän Otto Kretschmer, màxim as dels submarins alemanys

En el moment en què s'iniciaren les hostilitats, la Kriegsmarine tenia una relativament petita flota d'U-boots, amb només 57. Aquesta s'incrementà especialment després que Hitler perdés la paciència amb els grans vaixells de superfície. És argumentable que, si s'haguessin disposat més recursos pels submarins abans, els britànics no haurien pogut defensar els seus combois prou veloçment com per evitar la derrota. De fet, després d'un any de guerra, la producció de nous vaixells només equiparava les baixes.
Els tipus principals eren el Tipus IX, de gran radi d'acció usat a l'Atlàntic sud i oest, a l'Índic i al Pacífic; i el Tipus VII, el més nombrós, emprat principalment a l'Atlàntic nord. El Tipus X era una classe menor de minador i el Tipus XIV era un tipus especialitzat per ajudar les operacions distants dels submarins (els "Milchkuh" (Milkcow).
Els Tipus XXI i el Tipus XXIII, el "Elektroboot", hagués superat gran part de les tàctiques i tecnologies anti-submarines aliades, però no van ser desplegats en quantitats suficients. En la postguerra es convertirien en els prototipus dels submarins moderns, particularment la classe W soviètica.

### Vaixells capturats
Les campanyes militars a Europa van comportar que es capturessin diversos vaixells, molts dels quals encara en construcció. Això succeí a la Unió Soviètica, Noruega, els Països Baixos, França, Itàlia (després de l'armistici), Iugoslàvia i Grècia. Pocs d'aquests vaixells capturats es completaren; sinó que la majoria s'abandonaren o van desballestar-se.
Per tal d'evitar que la flota francesa caigués en mans alemanyes, els britànics van destruir-la a Mers el-Kebir el 3 de juliol de 1940.

### Uniformes

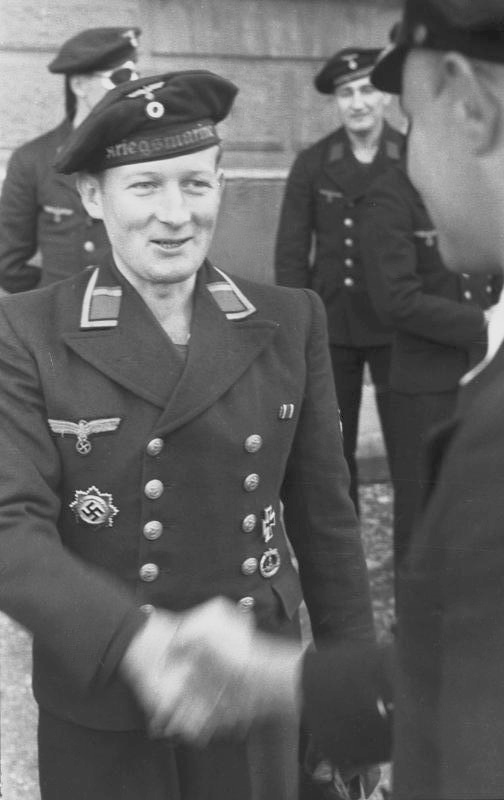
Mariner en uniforme de passeig

La Kriegsmarine ja existia abans de l'Alemanya Nazi. El disseny dels seus uniformes seguí el que ja existia a la Reichmarine, que alhora es basava en el de la Kaiserliche Marine. L'estil dels uniformes i dels galons tenia un disseny molt comú amb els de la resta de marines europees, els quals derivaven de la Royal Navy britànica del segle xix.

### Contramestres i mariners
Els contramestres i mariners empraven un sistema de rangs semblant al de la resta de marines europees contemporànies, així com els títols de rang habituals. Els mariners bàsics eren coneguts com a Matrose, mentre que els especialistes tècnics rebien el títol de Maats. Les insígnies de rang en forma oval situada a la part superior de la màniga indicaven l'especialitat particular del mariner en qüestió.
El sistema d'allistament de la Kriegsmarine estava dissenyat de manera que es distingís entre aquells que volien fer carrera a la Marina i aquells que simplement realitzaven el seu servei militar. Aquells que eren soldats de lleva o que no tenien aspiracions d'esdevenir contramestres, arribaven a Matrosengefreiter (literalment "caporals del mar"). Existien graus especials pels 6 i els 8 anys de servei, indicats pels galons de màniga.

### Almiralls i oficials
|                            | Admirals       | Admirals       | Admirals    | Admirals      | Admirals      | Admirals        | Marine Offiziers | Marine Offiziers | Marine Offiziers | Marine Offiziers     | Marine Offiziers     | Marine Offiziers     | Marine Offiziers     |
| -------------------------- | -------------- | -------------- | ----------- | ------------- | ------------- | --------------- | ---------------- | ---------------- | ---------------- | -------------------- | -------------------- | -------------------- | -------------------- |
| Pavelló de la Kriegsmarine |                |                |             |               |               |                 |                  |                  |                  |                      |                      |                      |                      |
| Großadmiral                | Generaladmiral | Generaladmiral | Vizeadmiral | Konteradmiral | Kommodore     | Kapitän zur See | Fregattenkapitän | Korvettenkapitän | Kapitänleutnant  | Oberleutnant zur See | Leutenant zur See    | Oberfähnrich zur See |                      |
|                            | Großadmiral    | Generaladmiral | Admiral     | Vizeadmiral   | Konteradmiral | Kommodore       | Kapitän zur See  | Fregattenkapitän | Korvettenkapitän | Kapitänleutnant      | Oberleutnant zur See | Leutnant zur See     | Oberfähnrich zur See |

### Sotsoficials i marineria
|                            | Feldwebels                                                | Feldwebels                                | Feldwebels                           | Feldwebels                               | Maats                                    | Maats                               | Matroses                                                         | Matroses                                                        | Matroses                                                  | Matroses                                              | Matroses                                   | Matroses               |  |
| -------------------------- | --------------------------------------------------------- | ----------------------------------------- | ------------------------------------ | ---------------------------------------- | ---------------------------------------- | ----------------------------------- | ---------------------------------------------------------------- | --------------------------------------------------------------- | --------------------------------------------------------- | ----------------------------------------------------- | ------------------------------------------ | ---------------------- |  |
| Pavelló de la Kriegsmarine |                                                           |                                           |                                      |                                          |                                          |                                     |                                                                  |                                                                 |                                                           |                                                       |                                            |                        |  |
| Stabsoberbootsmann         | Oberbootsmann                                             | Stabsbootsmann                            | Bootsmann                            | Obermaat                                 | Maat                                     | Matrosen- obersatbsgefreiter        | Matrosen- stabsgefreiter                                         | Matrosen- hauptgefreiter                                        | Matrosen- obergefreiter                                   | Matrosen- gefreiter                                   | Matrose                                    |                        |  |
|                            | Stabsoberbootsmann (Master Sergeant/ First Sergeant OR-8) | Oberbootsmann (Sergeant First Class OR-7) | Stabsbootsmann (Staff Sergeant OR-6) | Bootsmann (Petty officer 1sr class OR-5) | Obermaat (Petty officer 2nd class OPR-5) | Maat (Petty officer 3rd class OR-5) | Matrosen- obersatbsgefreiter (Caporal Primer Major Mariner OR-4) | Matrosen- stabsgefreiter (Caporal Principal Major Mariner OR-3) | Matrosen- hauptgefreiter (Caporal Principal Mariner OR-2) | Matrosen- obergefreiter (Caporal Primer Mariner OR-1) | Matrosen- gefreiter (Caporal Mariner OR-1) | Matrose (Mariner OR-1) |  |

## Volksmarine

Bandera de la Volksmarine

Volksmarine (en alemany vol dir Armada Popular) era el nom de la marina de guerra de la República Democràtica Alemanya (RDA). L'Armada Popular era part de l'Exèrcit Popular Nacional, establert el 1956.
Poc després del final de la Segona Guerra Mundial, i amb l'inici de la Guerra Freda, la Unió de Repúbliques Socialistes Soviètiques va començar a col·laborar amb la República Democràtica Alemanya en la construcció de les seves forces armades, incloent-hi la formació gradual d'una Marina de guerra.
El 1950, oficials de l'Armada Soviètica van ajudar a establir la Seepolizei Hauptverwaltung (Administració Central de Policia Marítima), que va passar a denominar-se Volkspolizei-See (Policia Popular del Mar) l'1 de juliol de 1952. 
Al mateix temps, les restes de l'antiga policia marítima es van reorganitzar en el nou Grenzpolizei-See (Policia Fronterera del Mar) per tal de protegir les fronteres marítimes, i van ser incorporats a la Deutsche Grenzpolizei (Policia Fronterera Alemanya), 
creada el 1946.
L'any 1952, la Volkspolizei tenia al voltant de 8.000 membres entre el seu personal.
L'1 de març de 1956, l'Alemanya Democràtica va crear formalment la seva Nationale Volksarmee (NVA, Exèrcit Nacional Popular) i el Volkspolizei-See va ser convertit en el Verwaltung Seestreitkräfte der NVA (Administració de les Forces Marítimes del NVA) amb prop de 10,000 homes. El novembre de 1960 aquestes forces marítimes van ser designades oficialment Volksmarine (Armada Popular). Durant els anys següents, la Volksmarine va rebre gradualment una sèrie de vaixells nous, la majoria construïts a l'Alemanya Democràtica. Només els vaixells de defensa costanera, i algunes de les llanxes torpederes van ser proporcionades per la Unió Soviètica, mentre que els helicòpters i algunes embarcacions auxiliars van ser adquirits a Polònia.
El 13 d'agost de 1961, la Grenzbrigade Küste der Grenzpolizei (GBK, Brigada Costera de la Policia Fronterera) es va incorporar a l'Armada Popular. Amb la reorganització el 1965 de totes les forces d'atac, els vaixells torpediners ràpids es van combinar en una única flota (la 6a Flota) i es van estacionar a la península de l'illa de Rügen. A la dècada dels 70 l'Armada Popular tenia prop de 18,000 homes. A la dècada dels 80 alguns dels vaixells van ser reemplaçats i es van adquirir caces bombarders de fabricació soviètica.
L'nay 1988, l'Armada Popular va tenir breus enfrontaments hostils amb les forces navals poloneses per una disputa de fronteres marítimes, i en les posteriors negociacions, al voltant de dos terços de la zona marítima en disputa van ser assignats a l'Alemanya Democrática.
L'Armada Popular es va dissoldre, com les altres branques de l'Exèrcit Popular Nacional, el 2 d'octubre de 1990 - el dia abans de la reunificació alemanya. Una part del seu personal va ser absorbit per la Bundesmarine, (que s'anomena des d'aleshores Deutsche Marine), i una altra part van integrar-se a la Policia de Fronteres d'Alemanya. La majoria dels vaixells i altres equipaments van ser rebutjats o venuts.